# 8019 Karachkina
8019 Karachkina este un asteroid din centura principală de asteroizi.

## Descriere
8019 Karachkina este un asteroid din centura principală de asteroizi. A fost descoperit pe 14 octombrie 1990 la Tautenburg de Lutz Dieter Schmadel și Freimut Börngen. Asteroidul prezintă o orbită caracterizată de o semiaxă mare de 2,37 ua, o excentricitate de 0,15 și o înclinație de 4,2° în raport cu ecliptica.